# Piotr Dobryszycki
Piotr Stanisław Dobryszycki (ur. 1954) – polski inżynier chemik. Absolwent z 1978 Politechniki Wrocławskiej. Od 2015 profesor na Wydziale Chemicznym Politechniki Wrocławskiej.